# Keresztes-Fischer Lajos
Keresztes-Fischer Lajos Mihály Ferenc (Pécs, 1884. január 8.– Vöcklabruck, Ausztria, 1948. április 29.) magyar katona, a vitézi rend tagja, testvére Keresztes-Fischer Ferenc.

## Élete

### Családja
A Baranya vármegyei értelmiségi római katolikus Fischer családban született. Édesapja, a polgári származású Fischer Ferenc (1852-1940), ügyvéd, édesanyja, a nemesi származású krasznai Krasznay Margit (1863-1945) volt. Apai nagyszülei Fischer Lajos (1823-1908), körjegyző, és Ambrus Terézia voltak. Anyai nagyszülei Krasznay Mihály és Keresztes Mária voltak.

### Tanulmányai
1895-től 1899-ig a kőszegi császári és királyi katonai alreáliskola, 1899-től 1902-ig a morvafehértemplomi császári és királyi katonai főreáliskola, majd 1902-től a mödlingi császári és királyi katonai műszaki akadémia növendéke. 1905. augusztus 18-án tüzérhadnaggyá avatták.
Rövid csapatszolgálat után 1909–1912 között a bécsi hadiiskola hallgatója.

### Katonai pályafutása
Az első világháborúban különböző vezérkari beosztásokban, 1919. júniusától december 1-ig a Nemzeti Hadsereg Fővezérségénél teljesített szolgálatot.
1920. május 7-től a Kormányzó Katonai Irodájának beosztottja, 1925. január 15-től a Honvédelmi Minisztérium VI/1. osztályának (ami gyakorlatilag a Honvéd Vezérkar főnökének osztályát jelenti) volt a vezetője. 1929. október 19-től a 6. vegyesdandár parancsnoka. 1931. január 20-tól az 1. lovasdandár parancsnoka. 1933. május 1-jétől a Honvédelmi Minisztérium VI. csoport főnökének (Honvéd Vezérkar főnökének) a helyettese, 1935. január 15-től a Kormányzó Katonai Irodájának főnöke. 1938. május 24-től szeptember 29-ig a Honvédelmi Minisztérium VI. csoport főnöke (vagyis ő lett a Honvéd Vezérkar főnöke). Az ő ajánlatára nevezték ki 1938. május 24-én a Kormányzó Katonai Irodájának főnökévé Jány Gusztávot. 1939. február 1-jétől Keresztes-Fischer Lajos 1942. november 1-jéig ismét a Kormányzó Katonai Irodájának főnöke (1939. február 21-től egyben Horthy Miklós főhadsegédje is lett, ettől kezdve a Katonai Iroda főnöke egyben főhadsegéd volt).
1934. május elsején léptették elő tábornokká. 1937. november 1-jétől már altábornagy. 1940. május elsejétől tüzértábornok, 1941. augusztus 1-jétől vezérezredes. 1943. február 1-jén nyugállományba helyezték.

### Utolsó évei
1944. október 15. után a németek testvérével együtt deportálták. A dachaui koncentrációs táborból szabadult. 1945 után Ausztriában élt.